# Seventh Air Force

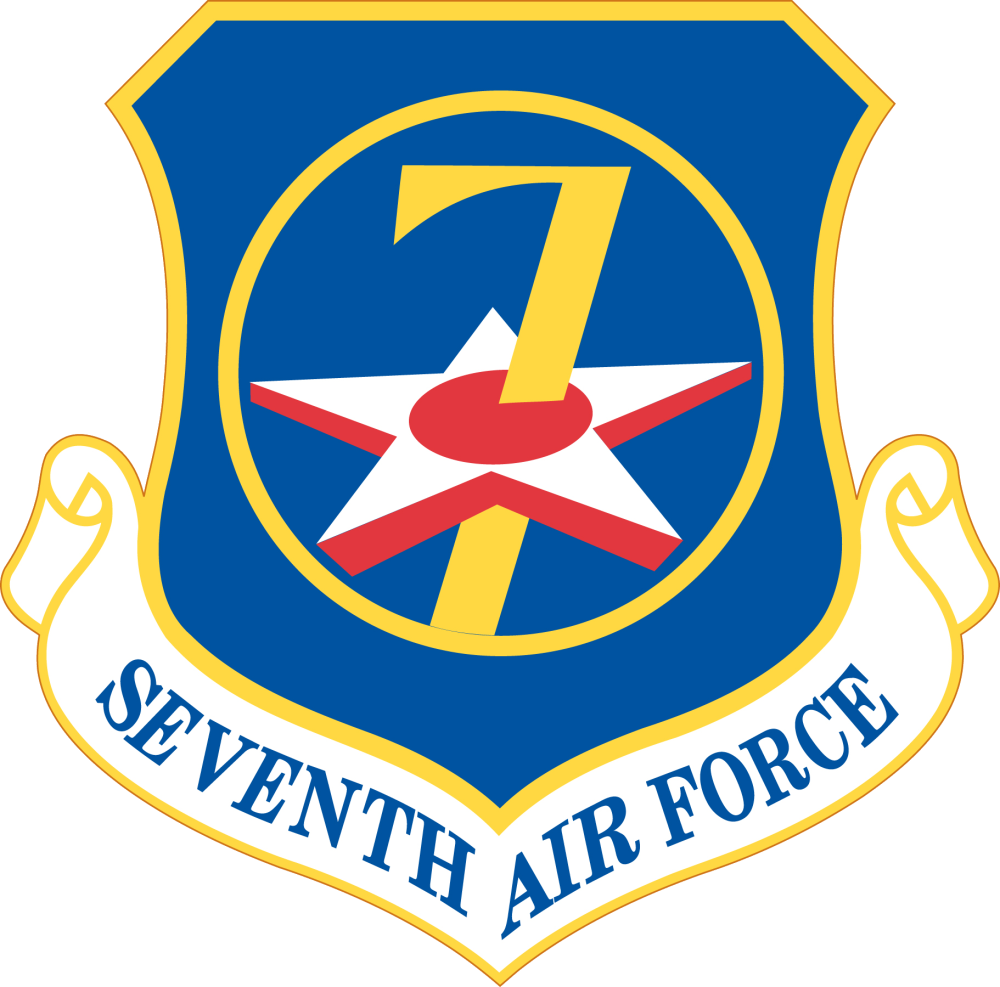
Insigne de la 7th USAAF

La 7th USAAF est une composante  des forces aériennes de l'USAAF, qui opère dans la POA, c’est-à-dire dans l’océan Pacifique central.

## Son histoire
Elle est créée à partir des éléments de l'Hawaiian Air Force, en février 1942.
Elle reçoit d'abord l'ordre d'assurer la défense aérienne des îles Hawaii, puis à partir du milieu de l'année 1943, elle opère dans le Pacifique central et le Pacifique Ouest.
En janvier 1946, elle retourne à Hawaii.

## Composition de la 7th USAAF en 1945
| VII Fighter Command | Groupes de chasse (FG) | Groupes de bombardement | Divers              |
| ------------------- | ---------------------- | ----------------------- | ------------------- |
| 548th NFS           | 15th FG                | 11th BG (B-24)          | 28th PRS (F-5B)     |
| 549th NFS           | 21st FG                | 30th BG (B-24)          | 9th TCS (C-47/C-46) |
|                     | 318th FG               | 41st BG (B-25)          | 163rd LS (L-5)      |
|                     | 508th FG               | 319th BG (A-26)         | 41st PRS (F-5)      |
|                     | 413th FG               | 494th BG (B-24)         |                     |
|                     | 414th FG               |                         |                     |
|                     | 506th FG               |                         |                     |
|                     | 507th FG               |                         |                     |

NFS : escadron de chasse nocturne ; FG : groupe de chasse ; BG : groupe de bombardement ; PRS : escadron de reconnaissance photo ; TCS : escadron de transport ; LS : escadron de liaison

## Les commandants de la 7th USAAF
- Frederick L. Martin: 2 novembre 1940 - 18 décembre 1941.
- Clarence L. Tinker: 18 décembre 1941 - 9 juin 1942.
- Howard C. Davidson : 9 juin 1942 - 20 juin 1942.
- Willis H. Hale : 20 juin 1942 - 15 avril 1944.
- Robert W. Douglass : 15 avril 1944 - 23 juin 1945.
- Thomas D. White : 23 juin 1945 - septembre 1946.